# Zentrum für Gegenwartskunst

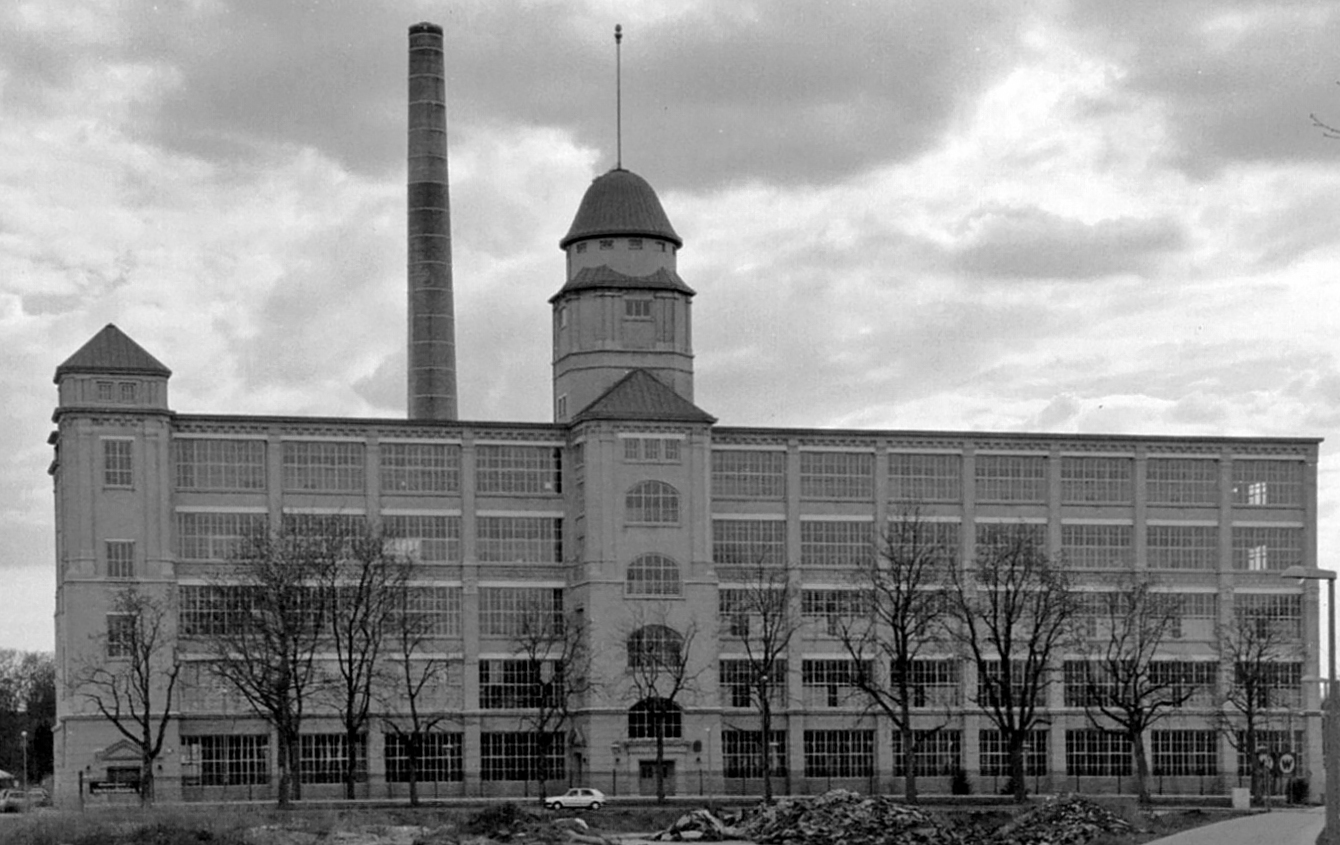
Der Glaspalast in Augsburg, Sitz des Zentrums für Gegenwartskunst

Das Zentrum für Gegenwartskunst (ehemals „H2 – Zentrum für Gegenwartskunst“) ist das städtische Museum für moderne und zeitgenössische Kunst in Augsburg. Es wurde im Mai 2006 im Glaspalast Augsburg eröffnet. Seit Oktober 2024 wird das Museum von dem Münchner Kurator und Kulturmanager Jan T. Wilms geleitet. Er trat damit die Nachfolge von Gründungsdirektor Thomas Elsen an.

## Konzept
Das Museum ist in zwei Ausstellungshallen aufgeteilt: die Halle 1 (H1) mit rund 1.100 m² und die Halle 2 (H2) mit rund 1.600 m², die für wechselnde Ausstellungen sowie zur Präsentation der Sammlung moderner und zeitgenössischer Kunst der städtischen Kunstsammlungen & Museen Augsburg dienen. Die Ausstellungsräume sind geprägt vom Charakter des Industriedenkmals Glaspalast, einer ehemaligen Spinnerei und Weberei im Augsburger Textilviertel. 
Neben wechselnden Kunstausstellungen, temporären Installationen, Führungen, Konzerten und Filmvorführungen bietet das Zentrum für Gegenwartskunst eine von der Augsburger Gesellschaft für Gegenwartskunst e. V. betriebene Artothek.

## Sammlung
Die städtische Kunstsammlung zur Moderne und Gegenwart hat seit 2006 mit dem Zentrum für Gegenwartskunst im Glaspalast einen Ort gefunden, an dem im Wechsel mit Sonderausstellungen in regelmäßiger Folge auch eigene Bestände und Neuerwerbungen präsentiert werden können. In unterschiedlichen Konstellationen und unter wechselnden thematischen Schwerpunktsetzungen werden Auszüge aus der im Aufbau befindlichen „Sammlung Neue Kunst“ gezeigt. Der Sammlungsbestand umfasst mehrere hundert Werke aller künstlerischen Ausdrucksmedien. Neben herausragenden nationalen und internationalen Positionen sind auch eine Reihe von Werken regionaler sowie in Augsburg tätiger Künstlerinnen und Künstler vertreten. Insbesondere der Bereich der Gegenwartskunst wird aktuell (Stand: Februar 2025) digital erschlossen, um die Online-Sammlung künftig sukzessive zu erweitern und so Forschung und Recherche zu fördern.
Neben privaten Stiftungen, Schenkungen und durch die aktive Unterstützung des Kreises der Freunde der Augsburger Kunstsammlungen fanden auch zahlreiche Werke als Folge von Projekten und durch die Zusammenarbeit mit Künstlerinnen und Künstlern Eingang in den Bestand. Damit spiegelt die „Sammlung Neue Kunst“ auch die Ausstellungstätigkeit des Zentrums für Gegenwartskunst wider.